# Шутинг Старз
«Шутинг Старз» (англ. Shooting Stars Sports Club) или просто 3СК — нигерийский футбольный клуб из Ибадана. Прежнее название клуба вплоть до начала 70-х годов — «ВНДК Ибадан» (англ. Western Nigeria Development Company). Выступает в Национальной Лиге Нигерии — первом дивизионе в структуре нигерийского клубного чемпионата по футболу. Основан в 1960 году. Домашние матчи проводит на стадионе «Лекан Салами», вмещающем 18 500 зрителей.

## История
«Шутинг Старз» — один из самых титулованных клубов Нигерии, ставший одним из основателей нигерийской Премьер-лиги в 1972 году. Клуб из Ибадана является соавтором рекорда по числу выигранных национальных первенств — их на его счету пять. Помимо «Шутинг Старз», такое же количество титулов в своей копилке имеют ещё три клуба — «Эньимба», «Энугу Рейнджерс» и «Ивуаньяву Нэйшнл». «3СК» стал первым нигерийским клубом, одержавшим победу на континентальном уровне — в 1976 году в финале Кубка Кубков КАФ по сумме двух матчей был обыгран камерунский клуб «Тоннер» из Яунде 4:2. В 1992 году «Воины Олуйоле» выиграли свой второй международный трофей, победив в финале самого первого розыгрыша Кубка КАФ угандийский клуб «Вилла» со счетом 3:0. Присовокупив к этим победам два участия в финальных матчах Кубка Чемпионов в 1984 и 1996 годах, «Шутинг Старз» с полным на то основанием можно считать одним из самых успешных клубов Нигерии на международной арене. Последний более или менее значимый на данный момент успех клуба датируется 1998 годом, когда был выигран пятый чемпионский титул. Однако уже в следующем сезоне «Шутинг Старз» постигло жестокое разочарование — команда вылетела во второй по значимости дивизион, вернувшись обратно лишь в 2004 году. Достойного возвращения не получилось — по итогам сезона в 2005 году «3СК» вновь вылетел во второй дивизион, где находится и поныне.

## Достижения

### Местные
- Чемпион Нигерии — 5 (1976, 1980, 1983, 1995, 1998)

- Обладатель Кубка Нигерии — 4 (1971(как «ВНДК»), 1977, 1979, 1995)

### Международные
- Кубок обладателей Кубков КАФ (1)
  - Победитель: 1976

- Кубок Конфедерации КАФ (1)
  - Победитель: 1992

- Кубок Чемпионов КАФ (0)
  -     - Финалист: 1984, 1996